# 皇家船长号
皇家船长号（英語：Royal Captain）是英国东印度公司的一艘商船，于1772年下水，1773年在南中国海触礁沉没。

## 中国航行
爱德华·贝罗船长（英語：Edward Berrow (也拼写为 Barrow)）率船于1773年1月30日从英国朴次茅斯出发。经过南大西洋的圣海伦娜岛，于8月23日到达中国珠江口的黄埔。

## 沉没
1773年12月，满载10万件中国商品（瓷器，茶叶，丝绸，玻璃制品，黄金等）以及6名乘客，启程前往英国设在沙巴巴拉邦岸岛（今马来西亚邦耳岛西侧）的自由港，17日凌晨2:30在南中国海位于巴拉望岛以西76公里的海域触礁，此暗礁被命名为“Royal Captain Shoal”（皇家船长暗沙，即今天的南沙群岛舰长礁）。 
船员们努力挽救航船，但不幸于当天第三次触礁，终于沉没。除了三个船员溺亡外，所有船员和乘客幸存下来，
被另一艘英国东印度公司联盟号（英語：Union）成功搭救。 

## 发现与打捞
1999年，在水下350米处发现残骸，开始打捞。
2000年6月，发现频道推出纪录片“皇家船长号的宝贝”（英語：The Treasure of the Royal Captain）。